# Agrypon sulcosum
Agrypon sulcosum är en stekelart som beskrevs av Tohru Uchida 1937. Agrypon sulcosum ingår i släktet Agrypon och familjen brokparasitsteklar. Inga underarter finns listade i Catalogue of Life.